# 국립 타이베이 과기대학

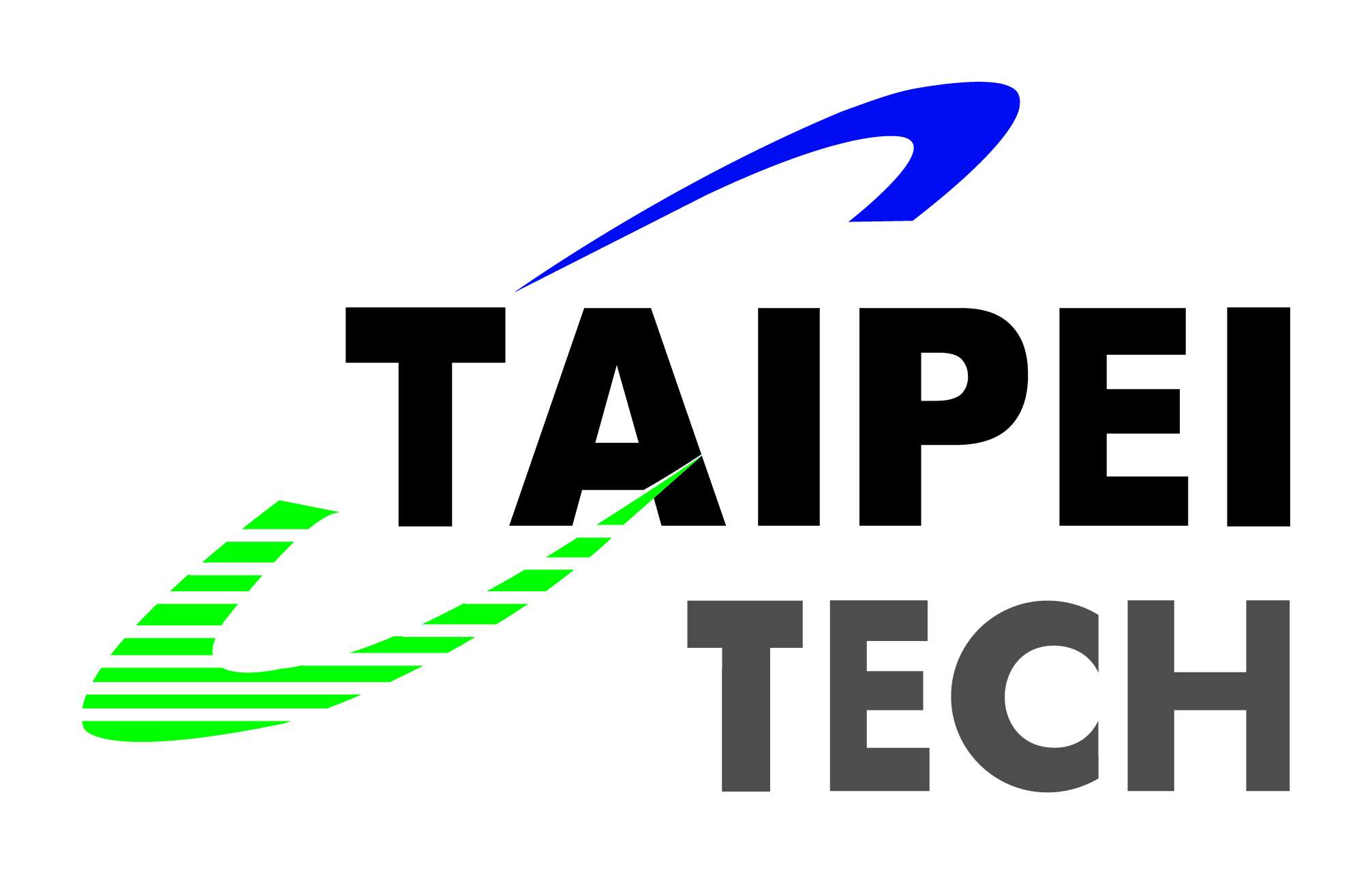

국립 타이베이 과기대학 (중국어: 國立臺北科技大學, National Taipei University of Technology)은 중화민국 타이베이시에 있는 공업대학이다. 전신은 대만총독부가 설립 한 다이호쿠주립 다이호쿠 공업학교(台北州立台北工業学校)이며, 100년의 역사를 가지고 지금까지 수많은 기업가를 배출하고 있으며 중화민국의 공업 대학에서는 최고 학부이다. 1994년에 대학으로 개편되었다.